# Xanthopimpla ferruginea
Xanthopimpla ferruginea är en stekelart som först beskrevs av Smith 1858.  Xanthopimpla ferruginea ingår i släktet Xanthopimpla och familjen brokparasitsteklar. Utöver nominatformen finns också underarten X. f. crepera.